# 杜罗与米尼奥河间省

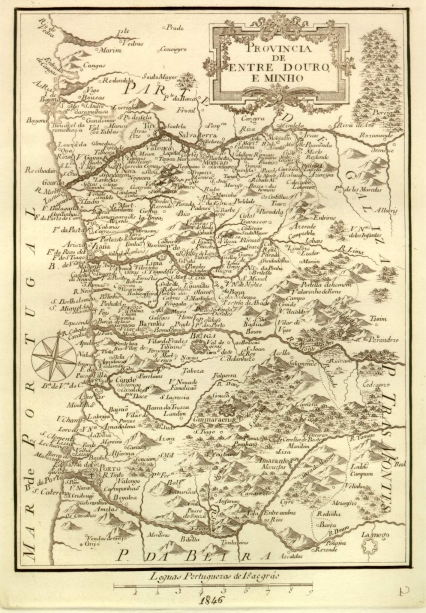
1846年河间省地图

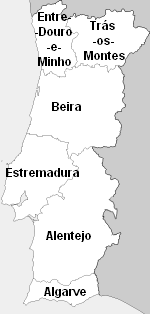
中世纪六省

杜罗与米尼奥河间省（葡萄牙語：Provincia de Entre-Douro-e-Minho），通常简称河间省，是葡萄牙中世纪的省份之一，为杜罗河以北，塔梅加河以西，大西洋以东的地区，因地处杜罗河和米尼奥河之间而得名。现代通常指米尼奥。直到1936年，河间省一直是葡萄牙的一个省份。

## 历史和地理
由于1383年-1518年波尔图的领主掌管加亚新城，一些旧地图显示部分杜罗河以南的土地也属于河间省。也有的旧地图显示的河间省仅包括维亚纳堡区、布拉加区和波尔图区。不过根据“河间省”（葡萄牙語：Entre-Douro-e-Minho）这一名字，后一种说法更加严谨一些。
1936年葡萄牙行政区划调整时，河间省被分为了米尼奥和海岸杜罗两省。覆盖区域今天葡萄牙区划的布拉加区（全部）、维亚纳堡区（全部）、波尔图区（全部）、阿威罗区（部分）和维塞乌区（部分），即NUTS 3的上米尼奥、阿韦、卡瓦杜、塔梅加和索萨和塔梅加和索萨地方五个城际共同体，以及波尔图都会区。

## 主要城市
- 波尔图
- 布拉加
- 佩纳菲耶尔
- 维亚纳堡
- 吉马良斯
- 巴塞卢什

## 资料来源
1. ↑  History of Vila Nova de Gaia 的存檔，存档日期2008-10-21.
2. ↑  .   [2021-12-29]. （原始内容存档于2006-10-16）.
3. ↑  .   [2017-10-06]. （原始内容存档于2011-07-07）.

- Districts of Portugal （页面存档备份，存于）
- "Entre Minho e Douro". 1911大英百科全书.